# Estació de Campanar
L'estació de Campanar és una estació subterrània de ferrocarril localitzada al barri de Campanar (al districte homònim) de València i que forma part de les línies 1 i 2 de l'operador Metrovalència. L'estació pertany a la zona tarifària A de Ferrocarrils de la Generalitat Valenciana (FGV) i l'Autoritat de Transport Metropolità de València (ATMV). L'adreça oficial de l'estació és l'avinguda de Pius XII, número 36.

## Història

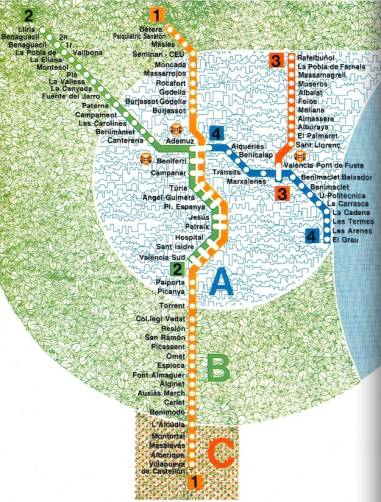
Xarxa de FGV a València el 1988

Una de les primeres estacions fetes per Ferrocarrils de la Generalitat Valenciana (FGV), l'estació es va inaugurar el 8 d'octubre de 1988, juntament amb la resta d'estacions subterrànies de les línies 1 i 2, les quals formaven el tram que havia d'unir les antigues línies de FEVE del nord (Bétera/Llíria) amb la sud (Villanueva de Castellón). A la solemne inauguració de l'estació i la línia assistiren Ricard Pérez Casado, alcalde de València; Joan Lerma, president de la Generalitat Valenciana i José Barrionuevo, ministre de transports; entre d'altres autoritats.
L'any 1998, el tram fins a Llíria tornà a considerar-se un ramal de la línia 1. Des de 2015, la línia que va fins a Llíria i passa per l'estació ha tornat a dir-se línia 2, triant aquesta vegada el color rosa, ja que l'antic color verd estava sent utilitzat per la línia 5. L'estació va dur breument i fins 2015 el nom de Campanar-La Fe per la seua proximitiat a l'edifici vell de l'hospital La Fe.

## Distribució

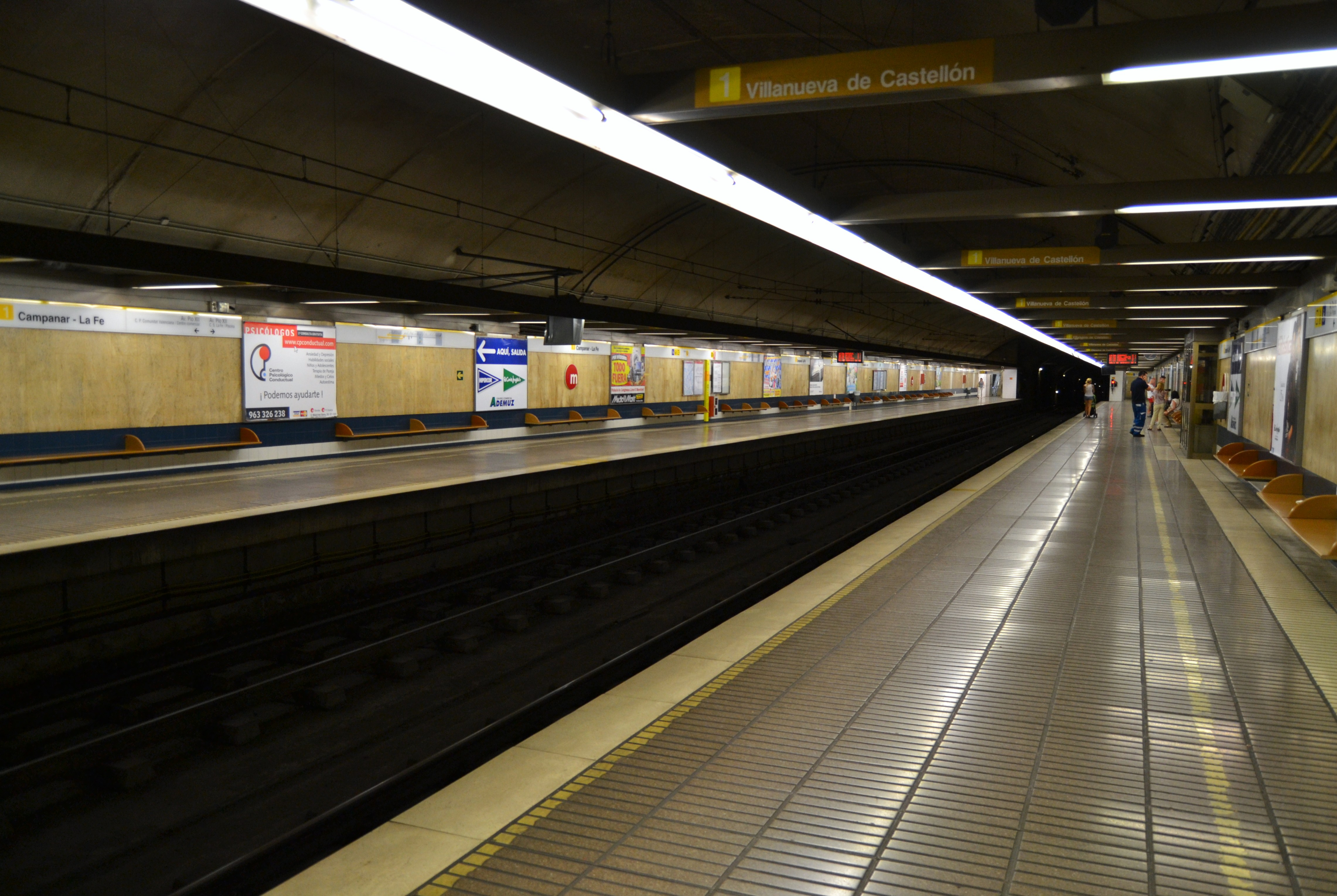
Panorama viari a l'estació

L'estació, subterrània i de dimensions reduïdes, es troba estructurada en dos nivells: el superior, on s'hi troben els accessos a les vies i les finestretes de venda de bitllets i l'inferior, on hi han dues vies paral·leles amb dues andanes, una a cada banda. Les andanes no compten amb mampares de seguretat. Està preparada per al servici a persones invidents, sordes i discapacitades físiques.
L'accés a l'estació es troba a l'avinguda de Pius XII, comptant-ne amb dos, un a cada banda. L'estació connecta amb les línies d'autobús urbà de l'Empresa Municipal de Transports de València (EMT).

### Línies
| Procedència/Destinació | <         | Línia | >     | Procedència/Destinació |
| ---------------------- | --------- | ----- | ----- | ---------------------- |
| Bétera                 | Beniferri |       | Túria | Castelló               |
| Llíria                 | Beniferri | ...   | Túria | Torrent Avinguda       |